# Edmonde S. Beauzile
Edmonde Supplice Beauzile (14 de outubro de 1961) é um político haitiano. Ele atuou na Câmara dos Deputados e no Senado, além de líder da Fusão dos Social-democratas Haitianos de 2011 a 2018.
Edmonde nasceu em Belladère e cresceu lá e em Maïssade. Ele se educou no Lycée Marie-Jeanne, em Porto Príncipe, e na Escola Normal Superior de Paris, na França. Passou a estudar ciências jurídicas na Universidade do Estado do Haiti e obteve um mestrado em educação pela Universidade de Montreal em 1993. Edmonde atuou como membro da Câmara dos Deputados de 1990 a 1994 e como membro do Senado de 2006 a 2012. Ele também atuou como vice-presidente do Senado.
Edmonde foi eleito presidente da Fusão dos Social-democratas Haitianos em setembro de 2011 e foi substituído como presidente do partido em agosto de 2018.
Edmonde foi considerado um sério candidato a presidente do Haiti nas eleições presidenciais ocorridas em novembro de 2016 naquele país.